# توماس ليونارد ولز
توماس ليونارد ولز هو سياسي كندي، ولد في 2 مايو 1930 في تورونتو في كندا، وتوفي بنفس المكان في 11 أكتوبر 2000. حزبياً، نشط في حزب أونتاريو المحافظ التقدمي. وقد انتخب عضو برلمان مقاطعة أونتاريو.